# 피버 (1981년 영화)
피버(폴란드어: Gorączka, Dzieje jednego pocisku, 영어: Fever)는 폴란드에서 제작된 아그네츠카 홀란드 감독의 1980년 드라마 영화이다. 애덤 페렌시 등이 주연으로 출연하였다.

## 출연

### 주연
- 애덤 페렌시
- 보거슬라브 린다
- 올기에르드 루카스제빅즈